# A Fekete Herceg rubinja
Fekete Herceg rubinja néven ismert, a brit királyi koronát díszítő szabálytalan formájú, nagy vörös spinellt I. Péter kasztíliai király adta a nájerai csata után hálából az őt megsegítő Eduárd walesi hercegnek.

## Története

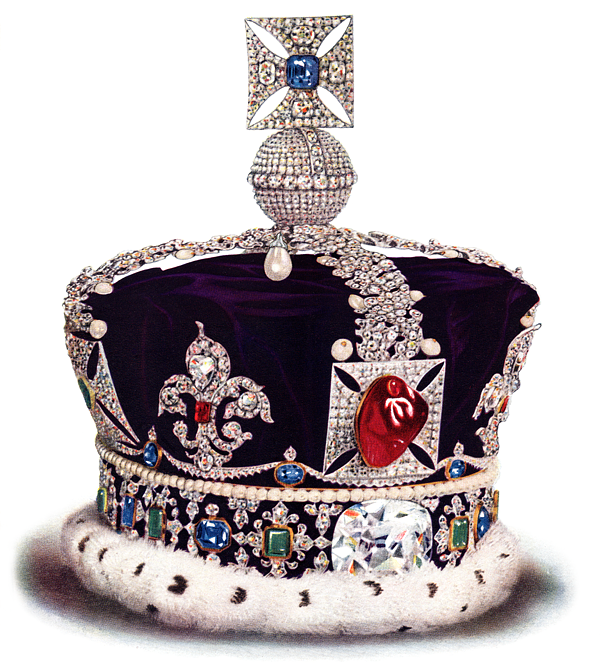
A Fekete Herceg vöröslő köve a nagy gyémánt felett látható

A drágakő valószínűleg a mai Tádzsikisztán területén fekvő Badahsán történelmi rubinbányájából származik, és Abu Szaid, Granada mór hercegének tulajdonában volt a 14. század közepén. Ebben az időszakban a kasztíliai spanyol területek fővárosa Sevilla volt, és uralkodója, I. Péter rendszeresen támadta a mórok által megszállva tartott területeket. Korabeli feljegyzések szerint a granadai herceg hajlott a megadásra, de azt ma nem tudni, milyen feltételekkel. I. Péter meghívta magához Sevillába a mór herceget, majd katonáival lemészároltatta kíséretét, és elképzelhető, hogy vendégét saját kezűleg ölte meg. A drágakőre a holttest átvizsgálásakor bukkantak rá.
I. Pétert testvére, Henrik, Trastámara grófja 1366-ban elkergette. I. Péter Eduárd, Aquitania fejedelme, későbbi nevén a Fekete Herceg segítségét kérte 1367-ben. Eduárd átkelt seregével a Roncesvalles-hágón, majd 1367. április 3-án nagy győzelmet aratott a nájerai csatában. Ezután Burgosba vonult, és Kasztília királyának nyilvánította I. Pétert. A király hálája jeléül Eduárdnak adta a spinellt.
A következő évszázadokban a drágakő többször feltűnt a csatatereken. Francia hadjárata során, többek között 1415. október 25-én az Agincourt-i csatában, V. Henrik sisakját díszítette. 1485-ben III. Richárd  hordta a Bosworth Field-i csatában. A 16. század végén I. Jakab illeszttette a koronába. Később Oliver Cromwell eladta egy ékszerkereskedőnek. A követ II. Károly vásárolta vissza 1660-ban. Jelenleg a Cullinan II-es gyémánt fölött található a koronán.
A Fekete Herceg rubinja a világ egyik legnagyobb csiszolatlan vörös spinellje, amely a becslések szerint 170 karátos, hossza pedig csaknem öt centiméter. A szabálytalan formájú kő finoman polírozott, hogy szépen csillogjon. Korábban átfúrták, a lyukat egy aranyfoglalatú rubinnal pótolták ki később.